# Leslie Lievesley
Leslie Lievesley (Staveley, 23 giugno 1911 – Superga, 4 maggio 1949) è stato un calciatore e allenatore di calcio inglese.

## Biografia
Lievesley nacque a Staveley nel Derbyshire nel 1911. Suo padre, Joe Lievesley, era stato anch'egli un giocatore professionista di calcio, nel ruolo di portiere, avendo militato nelle file dello Sheffield United e del Woolwich Arsenal negli anni precedenti al primo conflitto mondiale. A causa di una ferita ad una mano subita durante la guerra Joe Lievesley aveva lasciato l'Arsenal abbandonando la carriera professionistica e iniziato a lavorare come minatore presso la Rossington Colliery. Nel tempo libero giocava con la squadra amatoriale del Rossington Main. Ben presto anche Leslie si unisce alla squadra, che sarà il punto di partenza di una discreta carriera calcistica.
Ancora adolescente Les Lievesley viene notato dagli osservatori del Doncaster Rovers, ai quali si aggregherà nel 1929. Con i Rovers disputerà 66 partite mettendo a segno 21 reti. Grazie a questo ottimo rendimento suscita le attenzioni del Manchester United, che lo acquista. Non riesce tuttavia ad affermarsi all'Old Trafford, venendo impiegato solamente in due occasioni. Nel 1933 viene ceduto al Chesterfield.
Non rimane a lungo tuttavia con gli "Spirites", disputando peraltro con quella maglia solamente partite con la squadra riserve. Viene ceduto nuovamente, questa volta al Torquay United, militante in Terza Divisione. Impiegato nel ruolo di difensore Lievesley accumula 144 presenze e mette a segno 5 reti per i "Gulls" tra il 1933 e il 1937. Dopo 4 stagioni trascorse nel Devon si trasferisce al Crystal Palace, rimanendo in Terza Divisione. Con gli "Eagles" Lievesley scende in campo 82 volte, segnando tre reti. La sua esperienza calcistica viene tuttavia bruscamente interrotta dallo scoppio della Seconda Guerra Mondiale, nel 1939.
Allo scoppio del conflitto Lievesley entra nella RAF. Al termine della guerra non rientra tuttavia a Londra, dove era ancora legato dal contratto con il Palace, ma assume un ruolo tecnico presso la squadra dei Paesi Bassi dell'Heracles Amelo e in seguito con la nazionale dei Paesi Bassi. Le sue capacità gestionali e tecniche vengono notate dai dirigenti del Torino, che lo convincono ad unirsi alla società nel 1947. Inizialmente utilizzato come preparatore e allenatore nelle giovanili, Lievesley viene ben presto promosso nello staff tecnico della prima squadra.
Le prospettive di carriera nel mondo calcistico italiano di Lievesley beneficiano notevolmente della vicinanza del CT della nazionale italiana Vittorio Pozzo al Torino, squadra nella quale aveva militato e allenato prima di assumere il ruolo di selezionatore per gli "Azzurri". Nell'aprile del 1948 Pozzo decide di unirsi a Lievesley e alla squadra giovanile granata in un tour in Inghilterra in occasione di un torneo giovanile internazionale a RAF Kenley, dove i torinesi erano l'unica rappresentativa italiana.
La trasferta in terra inglese viene tuttavia ricordata soprattutto per un incidente verificatosi in occasione del viaggio di ritorno quando, a causa di un guasto dei freni, l'aereo non riesce a fermarsi adeguatamente in fase di atterraggio, causando l'impatto di una delle ali contro un hangar. Fortunatamente i passeggeri non riportano gravi conseguenze dall'impatto. Ripresosi dallo shock derivante dall'episodio, Pozzo offre a Lievesley un ruolo nello staff tecnico della nazionale italiana. Lievesley sarà nello staff della squadra olimpica che raggiungerà i quarti di finale dei giochi di Londra del 1948.
Lievesley è ricordato principalmente per la sua collaborazione con Ernest Erbstein, con il quale contribuisce a plasmare il Grande Torino postbellico, fino alla tragedia di Superga del 1949.
Leslie infatti, morì il 4 maggio del 1949 nella tragedia di Superga nell'incidente aereo al rientro dalla gara con il Benfica.
Degna di menzione è l'amicizia che legò Lievesley a Gianni Agnelli. Agnelli lo convinse ad unirsi alla Juventus per la stagione 1949-1950. La notizia della firma del contratto emerse tre settimane prima dell'incidente di Superga.
È stato sepolto presso il Cimitero annesso alla Chiesa di Saint Michael di Rossington, Distretto di Doncaster (Regno Unito).

## Palmarès

### Allenatore

#### Club

##### Competizioni nazionali
- Campionato italiano: 1

Torino: 1948-1949